# »Marija je tako bleda…«
»Marija je tako bleda …« je slovenska pravljica, ki jo je zapisala Mira Dobravec. Izšla je leta 1994 pri Mohorjevi družbi Celje, ilustrirala jo je Karmen Špelič.

## Vsebina
Ena izmed glavnih književnih oseb je deklica Alenka, ki živi v premožni družini. Na videz brezskrbno življenje pa ji ne prinese veselja. Življenje se ji spremeni, ko sreča revno deklico Metko in spozna, kaj pomeni biti reven. Ko z babico ponovno obiščeta cerkev, se Alenka zagleda v Marijin kip in začne vse domače prepričevati, da je Marija zelo bleda in žalostna. Kljub nejevolji v družini je odločena, da ji bo naslednji dan nesla polno košaro hrane. Alenka tako vsak dan prinaša pred Marijin kip novo košaro dobrot, ki jih do naslednjega dne ni več tam. 
Druga glavna književna oseba je revna sirota Metka, ki s pletenjem košar težko preživlja sestro, brata in babico. Ko s sestro in bratom obiščejo grob staršev, se Metka spomni, kako ji je mati vedno govorila, naj se po pomoč zateče v molitev k Mariji. Tako nek večer pride v cerkev in pred Marijinim oltarjem zagleda polno košaro hrane. Prepričana je, da jim je le-to podarila Marija. Tudi ona začne vsak dan prihajati v cerkev. In vsak dan jo čaka nova polna košara.
Alenka je postajala vse bolj vesela in srečna. Njen oče pa je želel izvedeti, kam izginja hrana, zato se je skril za steber v cerkvi in videl Metko, ki je prišla po košaro. Ko je spoznal, da je Metka revna, je Alenki predlagal, naj Mariji odnese tudi druge stvari, ki jih ne potrebujejo. Skrivnosti o menjavi košar pa ni nikoli izdal. 

## Literarni liki
Glavni književni osebi sta deklici Alenka in Metka. S prepletom njunih življenjskih zgodb se nepričakovano spremenita njuni življenji. Oba lika sta zelo pozitivna. Na začetku trpita pomanjkanje – ena duševno, druga telesno. Ko pride do prerazporeditve dobrin, se njuno trpljenje postopoma zmanjšuje in postajata vse bolj srečni.
Stranske književne osebe so člani Alenkine družine: oče, mati, babica in dedek ter iz Metkinega okolja: babica, sestra, brat in sosedov ded. Na dogajanje ima večji vpliv Alenkina družina – predvsem babica, ki ji razlaga svet na njunih sprehodih do cerkve. Njena odkritost o človeški družbi spodbudi Alenko, da začne razmišljati o revnih ljudeh.

## Analiza pravljice
Pravljica se je prenašala po ustnem izročilu, zato ima mnoge značilnosti ljudske pravljice. Že začetek pravljice je ljudski: »Nekoč …« Čas dogajanja ni točno določen. Dogajalni prostor je neimenovano mesto, tekom dogajanja pa se večkrat spremeni (Alenkina hiša, pot do cerkve, cerkev, Metkina hiša, pokopališče). Glavni književni osebi sicer imata imeni, vendar sta Alenka in Metka zelo pogosti slovenski imeni, preostale osebe pa so imenovane le po vlogi oz. sorodstvenem razmerju, ki ga imajo do glavnih oseb.
Zgodba ima socialno tematiko. Osrednje nasprotje, ki je vzrok za zaplet zgodbe, je življenje bogatih in revnih ljudmi. Od značilnih ljudskih pravljic pa se razlikuje v tem, da materialno bogastvo ali revščina ne pomenita pozitivnosti ali negativnosti v samih literarnih likih, ampak sta izhodišče konflikta za vzpostavitev ravnovesja in miru ter srečo v življenju.
Pravljica vsebuje tudi »čarobni predmet« – tj. Marijin kip, ki povezuje deklici in je povod za razrešitev konflikta. Čeprav izvemo, kaj se je dogajalo s košarami in tako predmet izgubi »čarobnost«, se vloga Marijinega kipa ne zmanjša ali izgubi, saj se glavni osebi brez njega ne bi povezali. Hkrati kip predstavlja več kot le predmet, saj pooseblja božjo prisotnost in pomoč. Skrivnostnost zgodbe ostaja prisotna do konca, saj resnico ve le Alenkin oče.
Pravljica je sestavljena iz treh delov: v prvem spremljamo dogajanje z Alenkine perspektive, v drugem z Metkine, tretji del pa pojasni in razreši skrivnostno povezavo med likoma. 